# Jaguar R2
O Jaguar R2 é o modelo da Jaguar Racing da temporada de 2001 da F1. Condutores: Eddie Irvine, Luciano Burti e Pedro de la Rosa. 

## Resultados[1]
(legenda) 
| Ano  | Chassi | Motor             | Pneus | N° | Pilotos          | 1   | 2   | 3   | 4   | 5   | 6   | 7   | 8   | 9   | 10  | 11  | 12  | 13  | 14  | 15  | 16  | 17  | Pontos | Posição |  |
| ---- | ------ | ----------------- | ----- | -- | ---------------- | --- | --- | --- | --- | --- | --- | --- | --- | --- | --- | --- | --- | --- | --- | --- | --- | --- | ------ | ------- |  |
|      |        |                   |       |    |                  |     |     |     |     |     |     |     |     |     |     |     |     |     |     |     |     |     |        |         |  |
|      |        |                   |       |    |                  | AUS | MAL | BRA | SMR | ESP | AUT | MON | CAN | EUR | FRA | GBR | GER | HUN | BEL | ITA | USA | JPN |        |         |  |
| 2001 | R2     | Cosworth CR-3 V10 | M     | 18 | Eddie Irvine     | 11  | Ret | Ret | Ret | Ret | 7   | 3   | Ret | 7   | Ret | 9   | Ret | Ret | DNS | Ret | 5   | Ret | 9      | 8º      |  |
| 2001 | R2     | Cosworth CR-3 V10 | M     | 19 | Luciano Burti    | 8   | 10  | Ret | 11  |     |     |     |     |     |     |     |     |     |     |     |     |     | 9      | 8º      |  |
| 2001 | R2     | Cosworth CR-3 V10 | M     | 19 | Pedro de la Rosa |     |     |     |     | Ret | Ret | Ret | 6   | 8   | 14  | 12  | Ret | 11  | Ret | 5   | 12  | Ret | 9      | 8º      |  |